# Arthromeris amplexifolia
Arthromeris amplexifolia är en stensöteväxtart som beskrevs av Ren-Chang Ching. Arthromeris amplexifolia ingår i släktet Arthromeris och familjen Polypodiaceae. Inga underarter finns listade.